# Сахара (фільм, 2005)
«Сахара» — пригодницька комедія від режисера Брека Айзнера, за мотивами однойменного роману Клайва Касслера, що вийшла на екрани 2005 року.
Лікарка Ева виявляє в Африці поширення дивної хвороби та береться знайти її джерело. Ця справа виявляється пов'язана з пошуками в Сахарі зниклого скарбу, якими займається дослідник Дірк.

## Сюжет
Наприкінці громадянської війни в США, в 1865 році, на броненосці «Техас» генерал південців Мейсон Томбс вивозить вантаж золота.
В наш час в Африці лікарі Ева Рохас і Френк Хоппер зі Всесвітньої організації здоров'я досліджують епідемію, що поширюється навколо Малі. Еву намагається вбити невідомий, але її рятує Дірк Пітт з Національного агентства США з підводних і морських досліджень. Знайомий Дірка показує йому рідкісний золотий долар Конфедерації, знайдений в річці Нігер, який міг належати тільки генералу Томбсу. Ева та Френк просять дорогою до Нігеру підкинути їх у Малі попри те, що там триває громадянська війна між генералом Казімом і туарегами. Дірк з товаришами Елом Джорджино і Руді Ган погоджуються.
Дірк знаходить історичний запис про те, що схожий на «Техас» корабель справді плив Нігером і приніс таємничу хворобу. Бізнесмен Ів Массард з генералом Казимом посилають найманців аби не дати лікарям знайти джерело хвороби. Ті атакують човен Пітта, але він забезпечує втечу. Невдовзі переслідування продовжується, пасажири рятуються, але мусять пожертвувати човном. Дірк і Руді на верблюдах вирушають на пошуки корабля, тоді як Ева, Френк і Ел розшукують звідки походить епідемія. Лікарі знаходять заражений колодязь, але коли Ева спускається дослідити його, найманці вбивають Френка. Скоро туди ж прибувають Дірк з Елом, відганяючи нападників. Руді повертається до агентства аби привести допомогу.
Їдучи через пустелю, трійця потрапляє в засідку туарегів серед скель. Лідер туарегів Модібо, дізнавшись, що Ева лікар, показує їй хворих. Та визначає, що це не інфекція, а наслідки отруєння. Руді знаходить малюнки туарегів, які вказують, що «Техас» доплив аж туди пересохлою тепер річкою і зупинився біля якоїсь фортеці. Дірк здогадується — річка пішла під землю і нею поширюється отрута. Тож Ева, Дірк та Ел вирушають на пошуки витоку річки.
Біля стародавньої фортеці виявляється сонячна електростанція. Трійця пробирається на потяг з токсичними відходами та опиняється на станції. Там відходи спалюються в фокусі дзеркал, але на станції працюють захоплені в рабство туареги. Тим часом Руді визначає, що коли поширення отрути не зупинити, вона скоро витече в океан. Власник станції Ів Массард схоплює Еву, котра розповідає про небезпеку, але той заперечує витік відходів. Дірка та Ела він відправляє до Казима, але дорогою їм вдається втекти. Вони знаходять літак, що зазнав падіння, який використовують як візок з вітрилом, аби дістатися до найближчого селища. Телефоном Дірк та Ел розповідають агентству про злочини Массарда. Взявши авто, викрадене Модібо в Казима, вони з загоном туарегів проникають на станцію.
Массард з Казимом намагаються втекти на гелікоптері, захопивши Еву, а станцію — підірвати. Через бійку Дірк і поплічник Казима Закара лишаються на вежі, звідки Закару вдається скинути. Ел не дає вибухівці знищити станцію, попередивши тим самим поширення відходів. Казим і Массард переслідують Дірка, Еву та Ела. Ті виявляють зниклий броненосець, в якому ховаються від обстрілу та збивають гелікоптер пострілом з корабельної гармати. Прибуває військо Казима, але його оточують туареги, після чого солдати здаються.
Від отрути створюється протиотрута, що роздається в постраждалих селищах. Золото з «Техаса» як виявляється, формально не належить США, тож його забирає Модібо. Але він дарує Дірку з Евою своє дороге авто, а самі Дірк і Ева починають романтичні стосунки.

## В ролях
- Метью Макконагі — Дірк Пітт
- Стів Зан — Ел Джордино
- Пенелопа Крус — доктор Ева Рохас
- Ламбер Вілсон — Ів Массард
- Ленні Джеймс — генерал Казім
- Делрой Ліндо — агент ЦРУ Карл
- Вільям Мейсі — адмірал Джеймс Сендекер
- Патрік Малахайд — посол Полідорі
- Глін Термен — доктор Френк Хоппер
- Рейн Вілсон — Руді Ган

## Історичні помилки
- Справжній «Техас» залишився недобудованим при взятті Ричмонда. Він був захоплений військами Союзу, але так і залишився невикористаним.
- Джефферсон Девіс не вважав втрату Ричмонда кінцем Конфедерації. Якби кораблю дійсно вдалось втекти з вантажем золота на борту, то він би був висланий в інший порт Конфедерації, або навіть у Мексику, де на той час правив її союзник Максиміліан I.
- Коли Дірк Пітт пояснює історію п'яти золотих доларів Конфедерації, він говорить, що Джефферсон Девіс наказав, щоби їх відкарбували в 1865 році і віддав чотири своїм найкращим генералам: Роберту Лі, «Стоунуолу» Джексону, «Джебу» Стюарту і Джозефу Джонстону (Пітт обмовився і назвав його Джонсоном). Джексон і Стюарт загинули до 1865, так що вони ніяк би не могли отримати ці монети того року.